# Tristéarine
La tristéarine ou stéarine est un triglycéride de formule C57H110O6.
Elle peut être interprétée comme un triple ester dans lequel les 3 groupes –OH du glycérol ont été reliés à trois molécules d’acide stéarique.
La stéarine est incolore, inodore et insipide et est présente dans de nombreuses graisses végétales et animales. C'est le constituant principal de la graisse de bœuf (colorée en jaune par le carotène de l’herbe), de la graisse contenue dans les bosses des chameaux et du beurre de cacao.
Sous l'action de la soude caustique, la tristéarine donne du stéarate de sodium, le sel de sodium de l'acide stéarique.
On l'utilise dans la production de savon, de bougies et dans l'industrie textile.
Elle a pour origine le suif, mélange de graisses animales traité par la vapeur d'eau.